# Гельмут Ран
Гельмут Ран (16 серпня 1929, Ессен, Дюссельдорф, Рейнська провінція, Вільна держава Пруссія, Веймарська республіка — 14 серпня 2003, Ессен, Дюссельдорф, Північний Рейн-Вестфалія, Німеччина) — західно-німецький футболіст, гравець, зокрема, клубу «Рот-Вайс» з рідного міста та збірної ФРН. Автор переможного гола у фінальному матчі ЧС-1954 в Берні.

## Досягнення
- Чемпіон світу (1): 1954
- Чемпіон ФРН (1): 1955
- Віце-чемпіон (1): 1964
- Володар кубка (1): 1953

## Статистика
Статистика клубних виступів:
| Клуб                      | Сезон             | Чемпіонат | Чемпіонат | Оберліга «Захід» | Оберліга «Захід» | Кубок | Кубок |
| Клуб                      | Сезон             | Ігри      | Голи      | Ігри             | Голи             | Ігри  | Голи  |
| ------------------------- | ----------------- | --------- | --------- | ---------------- | ---------------- | ----- | ----- |
| «Шпортфройнде Катернберг» | 1950/51           | —         | —         | 30               | 7                |       |       |
| «Рот-Вайс» (Ессен)        | 1951/52           | 6         | 5         | 29               | 20               |       |       |
| «Рот-Вайс» (Ессен)        | 1952/53           | —         | —         | 28               | 9                | 1+    | 1+    |
| «Рот-Вайс» (Ессен)        | 1953/54           | —         | —         | 30               | 18               |       |       |
| «Рот-Вайс» (Ессен)        | 1954/55           | 4         | 1         | 19               | 5                |       |       |
| «Рот-Вайс» (Ессен)        | 1955/56           | —         | —         | 24               | 9                |       |       |
| «Рот-Вайс» (Ессен)        | 1956/57           | —         | —         | 21               | 10               |       |       |
| «Рот-Вайс» (Ессен)        | 1957/58           | —         | —         | 27               | 8                |       |       |
| «Рот-Вайс» (Ессен)        | 1958/59           | —         | —         | 23               | 9                |       |       |
| «Кельн»                   | 1959/60           | 7         | 4         | 29               | 11               |       |       |
| «Енсхеде»                 | 1960/61           | 27        | 14        | —                | —                |       |       |
| «Енсхеде»                 | 1961/62           | 21        | 12        | —                | —                |       |       |
| «Енсхеде»                 | 1962/63           | 21        | 13        | —                | —                |       |       |
| «Майдеріхер»              | 1963/64           | 18        | 8         | —                | —                |       |       |
| «Майдеріхер»              | 1964/65           | 1         | 0         | —                | —                |       |       |
| Усього за кар'єру         | Усього за кар'єру | 105       | 57        | 260              | 106              | 1     | 1     |

Статистика виступів на чемпіонатах світу:
| №                                                            | Турнір  | Команда | Рахунок | Суперник          | Автори голів                                                    |
| ------------------------------------------------------------ | ------- | ------- | ------- | ----------------- | --------------------------------------------------------------- |
| 1                                                            | ЧС-1954 | ФРН     | 3:8     | Угорщина          | Пфафф, Ран, Геррманн — Кочиш (4), Пушкаш, Хідегкуті (2), Й. Тот |
| 2                                                            | ЧС-1954 | ФРН     | 2:0     | Югославія         | Хорват (а/г), Ран                                               |
| 3                                                            | ЧС-1954 | ФРН     | 6:1     | Австрія           | Шефер, Морлок, Ф. Вальтер (2), О. Вальтер (2) — Пробст          |
| 4                                                            | ЧС-1954 | ФРН     | 3:2     | Угорщина          | Морлок, Ран (2) — Пушкаш, Цибор                                 |
| 5                                                            | ЧС-1958 | ФРН     | 3:1     | Аргентина         | Ран (2), Зеелер — Корбатта                                      |
| 6                                                            | ЧС-1958 | ФРН     | 2:2     | Чехословаччина    | Шефер, Ран — Дворжак, Зикан                                     |
| 7                                                            | ЧС-1958 | ФРН     | 2:2     | Північна Ірландія | Ран, Зеелер — Макпарланд (2)                                    |
| 8                                                            | ЧС-1958 | ФРН     | 1:0     | Югославія         | Ран                                                             |
| 9                                                            | ЧС-1958 | ФРН     | 1:3     | Швеція            | Шефер — Скоглунд, Грен, Хамрін                                  |
| 10                                                           | ЧС-1958 | ФРН     | 3:6     | Франція           | Цеслярчик, Ран, Шефер — Фонтен (4), Копа, Дуї                   |
| Усього: 5 перемог, 2 нічиї, 3 поразки, різниця м'ячів 26:25. |         |         |         |                   |                                                                 |

Статистика виступів у національній збірній:
| Рік    | Ігри | Голи |
| ------ | ---- | ---- |
| 1951   | 2    | 1    |
| 1952   | 3    | 1    |
| 1953   | 4    | 1    |
| 1954   | 6    | 4    |
| 1955   | 3    | 0    |
| 1956   | 1    | 0    |
| 1957   | 3    | 2    |
| 1958   | 11   | 10   |
| 1959   | 5    | 1    |
| 1960   | 2    | 1    |
| Всього | 40   | 21   |